# Estación Guará
La Estación Guará es una de las estaciones del Metro de Brasilia, situada en la ciudad satélite de Guará, entre la Estación Feira y la Estación Arniqueiras. La estación está localizada próxima a la Vía de Contorno de Guará II.
Fue inaugurada en 2009 con el fin de aliviar el flujo de personas en la Estación Feira. Posee integración con autobús.

## Cercanías
- Edificio Residencial Milão
- Edificio Guará Noble